# Сходи Пенроуза

Сходи Пенроуза (нескінченні сходи, неможливі сходи) — одна з основних неможливих фігур, відкрита Оскаром Рутерсвардом. Її модель була розроблена Лайонелом і Роджером Пенроузом.

## Історія
Модель нескінченних сходів уперше була опублікована Лайонелом і Роджер Пенроуз в журналі «British Journal of Psychology» в 1958 році. Після публікації в 1960 році літографії «Сходження і сходження» художника Мауріца Ешера ця неможлива фігура стала однією з найпопулярніших. Згодом сходи Пенроуза часто зустрічалася в книгах, іграх, головоломках, підручниках психології тощо.

## Опис
Сходи Пенроуза — це така конструкція сходів, при якій в разі руху по ній проти годинникової стрілки людина буде безкінечно підійматися, а при русі за годинниковою — постійно спускатися. При цьому після завершення візуального маршруту людина опиниться в тій же точці, з якої почала своє пересування. Сходи сконструйовані таким чином, що їхнє існування в реальному світі здається неможливим. Проте, як і більшість неможливих фігур, її модель може бути відтворена в реальності за правильного ракурсу.

## У культурі
Сходи Пенроуза згадуються у фільмі «Початок» як спосіб створення просторових парадоксів.